# Mirko Hrgović
Mirko Hrgović (n. 5 februarie 1979) este un fotbalist bosniac.

## Statistici
| Bosnia și Herțegovina | Bosnia și Herțegovina | Bosnia și Herțegovina |
| An                    | Meciuri               | Goluri                |
| --------------------- | --------------------- | --------------------- |
| 2003                  | 7                     | 0                     |
| 2004                  | 4                     | 0                     |
| 2005                  | 2                     | 0                     |
| 2006                  | 8                     | 2                     |
| 2007                  | 6                     | 1                     |
| 2008                  | 1                     | 0                     |
| 2009                  | 1                     | 0                     |
| Total                 | 29                    | 3                     |